# Ванген (Геппінген)
Ванген (нім. Wangen) — громада в Німеччині, знаходиться в землі Баден-Вюртемберг. Підпорядковується адміністративному округу Штутгарт. Входить до складу району Геппінген.
Площа — 9,68 км2. Населення становить 3253 ос. (станом на 31 грудня 2020).